# Maegan Aguilar
Maegan Aguilar es una cantante filipina de género pop, hija del famoso cantante Freddie Aguilar de quien ha seguido sus pasos para ejercer su carrera musical. Además ha participado en diferentes cortes publicitarios, entre ellos los artículos de vestimenta que estuvo a su nombre, como bolsos y zapatos a la moda ya que cada juego de los artículos está diseñado a mano por la misma Maegan. Ella contrajo matrimonio con el cantante y músico Marc Abaya, vocalista del grupo de rock anterior Kjwan y actual vocalista de la agrupación Sandwich, además que fue acusado de querer arruinar el matrimonio con Maegan Aguilar que solo fueron rumores o especulaciones. Según Marc, él fue el primer amor específicamente de su vida para estar junto a ella (aunque todavía no estaba confirmado si es que ella misma había escrito los momentos que estuvo con Marc). El matrimonio de la cantante se vio envuelto en un escándalo sin haber sido comprobado lo que se rumoreaba, si bien el matrimonio entre Marc y ella todo fue normal y feliz. Sobre su matrimonio sus fanes lo han publicado en Facebook, para dar información de como se llevó a cabo.

## Discografía

### Sige Lang Sige
1. Sige Lang SiGe (seguir haciéndolo)
2. Kamot (rascado) 
3. Like I Don't Know Dinggin Mo (escuchar)
4. Kalayaan (Liberty)
5. Amistad (Amigo)
6. Su Diario
7. Despertar
8. Me va dejando atrás
9. Anak (hijo) 

### Burst
1. Kung Bukas Pa (si mañana)
2. Di Mapaghihiwalay (no se puede separar)
3. Un camino a seguir Buti Pang Iba ... Di Katulad Ko (otros son mejores ...) 
4. Superstar 
5. Bramlett Kiliti (Tickle) 
6. Oh aking Giliw (Oh My Love) 
7. Buwan GN Pag-Ibig (mes del amor)
8. Colores 
9. Burst 
10. I Don't Wanna Talk About It 

### Rare
1. Sige Lang Sigeç
2. Kamot
3. Like I Don't Know
4. Dinggin Mo
5. Kalayaan
6. KAIBIGAN
7. Me va dejando atrás
8. Su Diario
9. Di no a las drogas
10. Despertar
11. Anak